# Johann Köler
Johann Köler, znany też jako Iwan Pietrowicz Köler-Viliandi (ur. 8 marca 1826 w Vastemõisa koło Suure-Jaani, zm. 22 kwietnia 1899 w Petersburgu) – estoński malarz, działający w Rosji.

## Życiorys
W latach 1848–1855 studiował historię sztuki i malarstwo portretowe w Akademii Sztuk Pięknych w Petersburgu, pod kierunkiem Aleksieja Markowa i Piotra Basina. Studia ukończył z wyróżnieniem, otrzymując mały złoty medal i stypendium na podróż studyjną po Europie Zachodniej. Odwiedził Niemcy, Holandię, Francję, Belgię i Włochy. W latach 1858–1862 przebywał w Rzymie, gdzie m.in. namalował obraz Ukrzyżowanie (1859), za który w 1861 został wyróżniony tytułem akademika petersburskiej Akademii Sztuk Pięknych.
Po powrocie w 1862 do Petersburga został nauczycielem rysunku Marii, córki cesarza Aleksandra II. Od 1867 wykładał malarstwo historyczne i portretowe w petersburskiej Akademii Sztuk Pięknych.
Szczyt jego kariery przypadł w okresie odrodzenia narodowego Estonii; artysta wykorzystywał swoją pozycję na dworze cesarskim do promowania sprawy narodu estońskiego. Przyjaźnił się z dziennikarzem Carlem Robertem Jakobsonem, jednym z twórców idei samostanowienia Estonii. W latach 1891–1893 Köler był prezesem Towarzystwa Literatów Estońskich (Eesti Kirjameeste Selts).

## Twórczość
Uprawiał malarstwo realistyczne, akademickie, ze wzniosłymi tematami i tradycyjną hierarchią gatunków, kontestując „deprecjonowanie” sztuki, dokonywane przez Pieriedwiżników. Był pierwszym artystą, który sportretował nowego cesarza Rosji Aleksandra III po jego wstąpieniu na tron, tworząc obowiązujący innych artystów kanon portretów tego cesarza. Köler najbardziej był znany ze swoich portretów czołowych członków społeczeństwa petersburskiego, w tym rodziny królewskiej; tworzył także liczne obrazy historyczne, pejzaże i romantyczne portrety salonowe.
W swoim malarstwie podejmował też tematy estońskie – od studium typów chłopskich, po stroje ludowe, zagrody i lokalną mitologię. Od 1863 regularnie sygnował swoje prace Köler-Viliandi, podkreślając tym przywiązanie do rodzinnej ziemi.
W zbiorach Muzeum Narodowego w Warszawie znajduje się owalny portret generała majora inżyniera Stanisława Kierbedzia, autorstwa Johanna Kölera, namalowany w 1882, w technice olejnej na płótnie, o wymiarach 74,5 × 59,5 cm (M.Ob.781 MNW).

## Upamiętnienie
W 1976 odsłonięto w Viljandi pomnik Johanna Kölera, autorstwa E. Viiesa i R. Luuba.
W 2001 Eesti Post wydała pamiątkowy znaczek pocztowy w formie bloku oraz FDC, z okazji 175. rocznicy urodzin artysty, a w 2018 w czteroznaczkowej serii malarstwa estońskiego wydano znaczek z obrazem Kölera Truu valvur (1878).

## Galeria

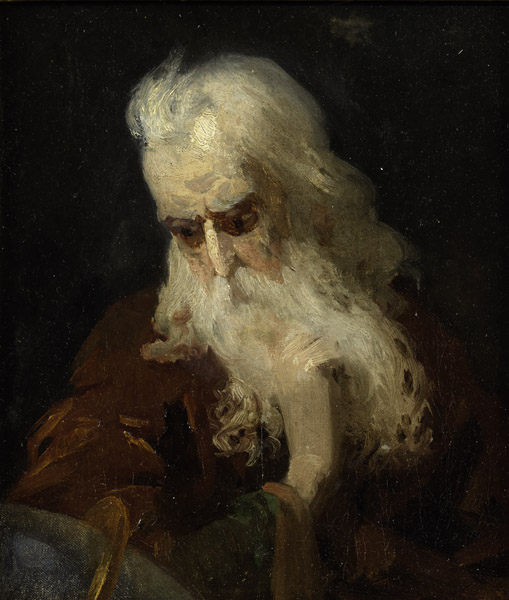
Galileusz, 1858, Estońskie Muzeum Sztuki w Tallinnie (EKM)
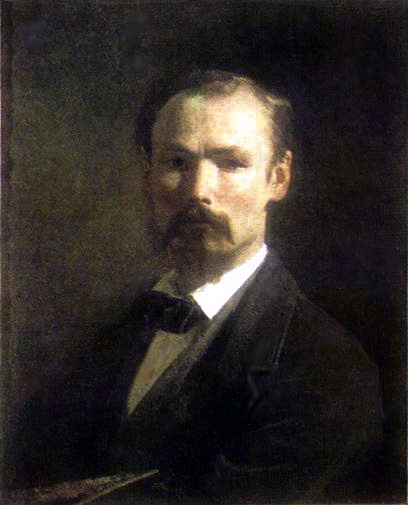
Autoportret, 1859, EKM
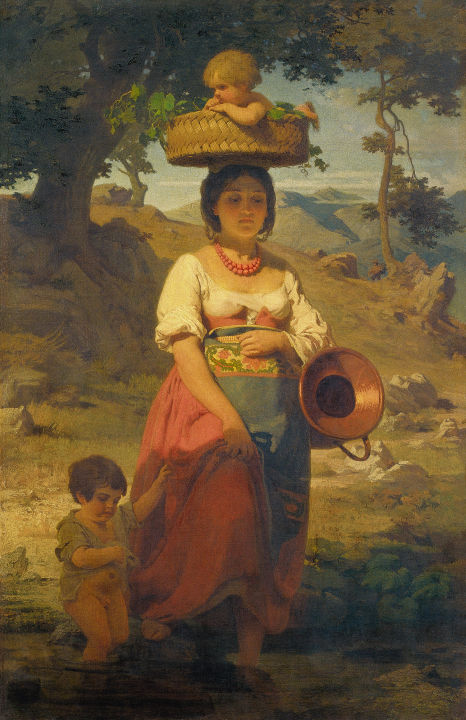
Itaallanna lastega ojal, 1862, EKM
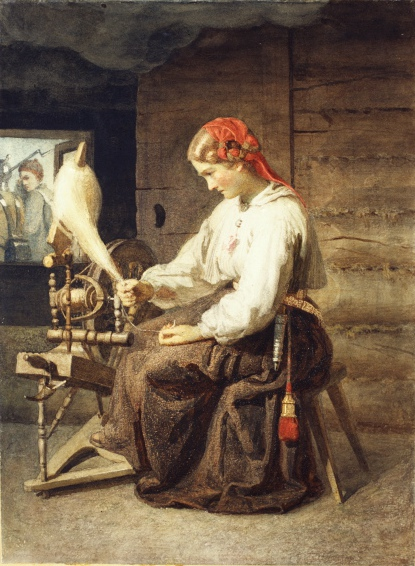
Ketraja, 1863, EKM
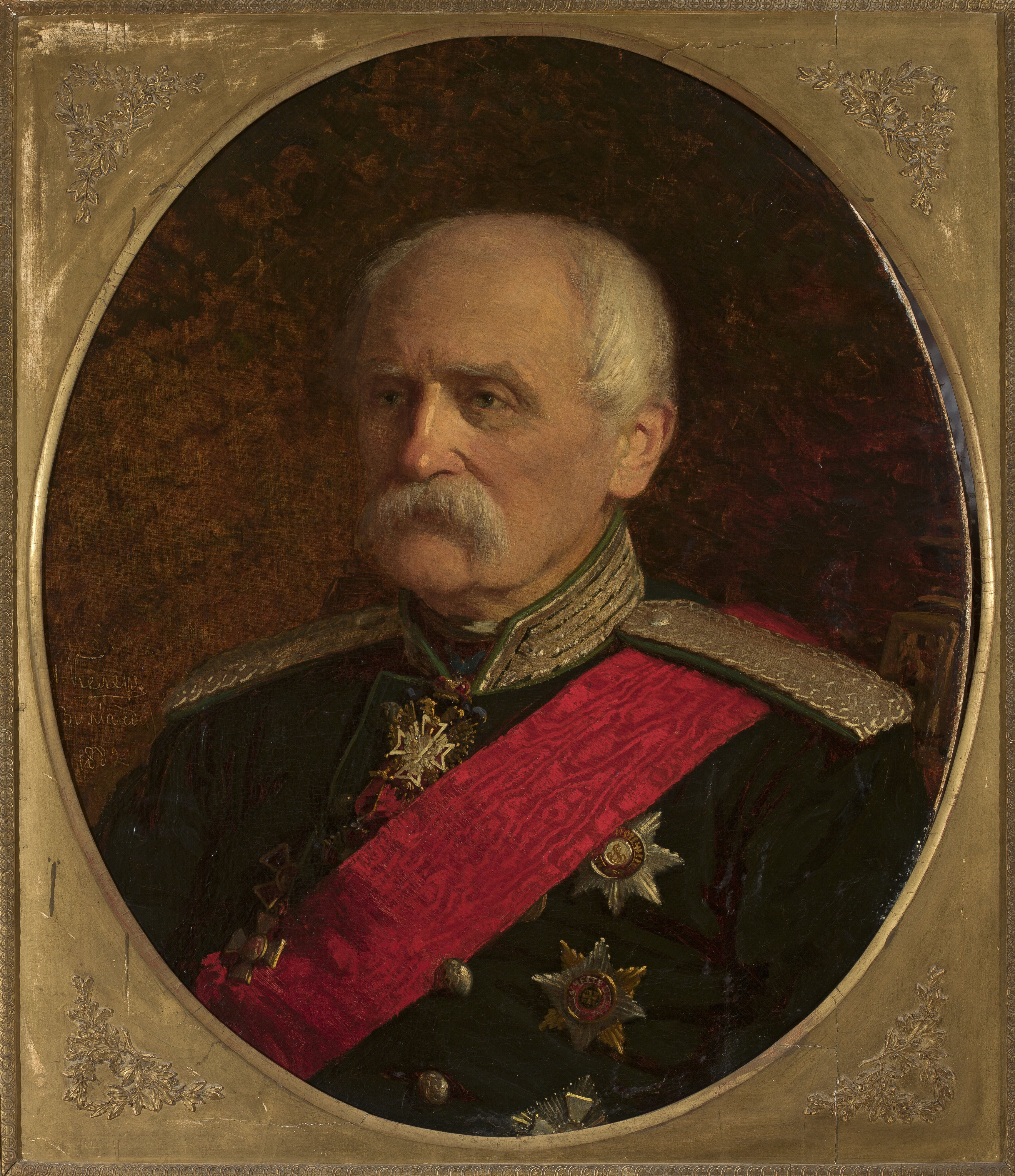
Portret generała majora inż. Stanisława Kierbedzia, 1882, Muzeum Narodowe w Warszawie
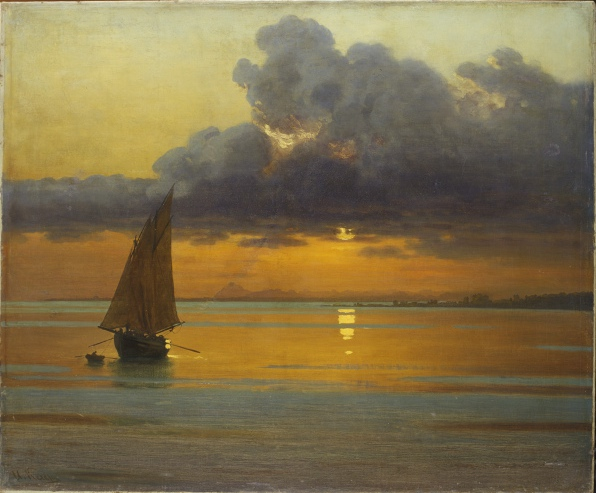
Päikseloojang Nice´is, 1884, EKM